# Olympia (Carolina del Sur)
Olympia es un lugar designado por el censo ubicado en el condado de Richland en el estado estadounidense de Carolina del Sur. En el Censo de 2020 tenía una población de 1087 habitantes y una densidad poblacional de 578,19 habitantes por km². Fue incluido como CDP en el censo de 2020.

## Geografía
Olympia se encuentra ubicado en las coordenadas 33°58′37″N 81°1′55″O / 33.97694, -81.03194. Según la Oficina del Censo de los Estados Unidos,  tiene una superficie total de 1,88km², de la cual 1,87 km² corresponden a tierra firme y 0,01 km² a agua.